# Macroeubria ceylonica
Macroeubria ceylonica is een keversoort uit de familie keikevers (Psephenidae). De wetenschappelijke naam van de soort werd in 2001 gepubliceerd door Lee, Satô & Yang.